# Chatham-Austernfischer
Der Chatham-Austernfischer (Haematopus chathamensis) ist ein seltener Watvogel aus der Gattung der Austernfischer. Er ist auf den Chatham-Inseln endemisch.

## Merkmale
Der Chatham-Austernfischer erreicht eine Größe von 48 Zentimetern. Kopf, Hals, Oberseite und Oberbrust sind schwarz. Die Unterseite ist weiß mit einer verwaschenen Grenze an der Unterbrust. Der lange, dicke Schnabel ist rot. Die kurzen, dicken Beine sind rosa. Um die Iris verläuft eine orange-farbener Augenring.

## Lebensweise
Der Chatham-Austernfischer errichtet sein Nest in Ausschabungen an Sand- und Felsküsten, entfernt von der Wassergrenze. Gelegentlich brütet er in niedriger Vegetation oder außerhalb der Vegetation. Die Brutsaison erstreckt sich von Oktober bis März. Das Gelege besteht aus zwei bis drei Eiern. Im Alter von drei Jahren brütet das Weibchen das erste Mal. Der durchschnittliche Bruterfolg liegt bei 0,44 flügge gewordenen Jungen pro Saison und Paar. Außerhalb der Brutzeit treten die Austernfischer eher einzeln in Erscheinung. Die mittlere Lebenserwartung liegt bei 7,7 Jahren. Der älteste bekannt gewordene Chatham-Austernfischer wurde 28 Jahre alt. Seine Hauptnahrung besteht aus Muscheln, Napfschnecken, Würmern und anderen Wirbellosen.

## Bestand und Gefährdung
Der Chatham-Austernfischer wird von der IUCN in die Kategorie „stark gefährdet“ (endangered) klassifiziert. Nach einem Tiefstand von 50 Exemplaren im Jahre 1973 lag die Population zwischen 1987 und 1988 bei 100 bis 110 Individuen. Von den 44 Brutpaaren kamen 8 auf Rangatira, wo der Bestand seit den 1970er-Jahren kontinuierlich abgenommen hat, 25 auf Chatham, 9 auf Pitt Island und 2 auf Mangere Island vor. Eine Zählung im Jahre 1998 ergab 140 bis 150 Exemplare. Bei einer Erhebung im Jahre 2004 wurde an den Küsten von vier Chatham-Inseln ein Minimum von 266 Vögeln festgestellt, die eine geschätzte Gesamtpopulation von 310 bis 325 Individuen repräsentierten.
Eingeführte Beutegreifer, Kühe und Schafe sind die Hauptgefährdung für den Chatham-Austernfischer auf Pitt und Chatham. Rangatira und Mangere sind frei von Beutegreifern, die Population gilt hier jedoch noch als höchst unbeständig. Der Grund für den Rückgang auf Rangatira war lange Zeit unbekannt, bis installierte Videokameras an den Nestern verwilderte Katzen als Hauptgefährdungsursache offenbarten. Auch Wekarallen stellen eine potentielle Bedrohung dar.
Um die Austernfischergelege vor Überschwemmungen zu schützen, wurden die Nester langsam strandeinwärts verlegt. Eine Inkubation im Brutkasten wurde erprobt, führte jedoch nicht zur Erhöhung der Brutproduktivität. Das Vieh wurde eingezäunt und Schilder wurden aufgestellt, um Störungen durch Menschen und Hunde an den Stränden zu vermindern. Intensive Kontrolle der Beutegreifer in Verbindung mit der Nestermanipulation führte in jüngster Zeit zu einer Erhöhung der Population junger Austernfischer.